# Potamonautes loveridgei
Potamonautes loveridgei là một loài động vật giáp xác thuộc họ Potamonautidae. Đây là loài đặc hữu của Tanzania. Môi trường sống tự nhiên của chúng là sông ngòi.